# Zone neutralisée de Savoie
La zone neutralisée de Savoie est une zone de neutralité située au nord du duché de Savoie (correspondant plus ou moins aux provinces du Faucigny et du Chablais savoyard, une partie du Genevois et de la Savoie propre), partie des États de Savoie ou royaume de Sardaigne, mise en place lors des traités qui suivirent les deux abdications de l'empereur des Français Napoléon Ier en 1815. La Savoie devient française en 1860 et la zone est abrogée en 1919.

## Contexte et mise en place
En 1815, le Premier Empire s'effondre, ce qui met fin à la domination française sur le continent. Les monarchies européennes tentent de retrouver leur puissance d'avant l'occupation française et d'établir un équilibre continental, tout en contrecarrant toute nouvelle menace française. Deux traités sont signés à la suite de l'abdication de l'empereur et son bref retour lors de la période dite des Cent-Jours, l'Acte final du congrès de Vienne du 9 juin 1815 ainsi que le traité de Paris du 20 novembre 1815. Ces deux textes prévoient un rôle particulier pour le territoire du duché de Savoie en lien avec celui de la Confédération suisse. Cette dernière obtient, par l'intermédiaire du diplomate Pictet un statut international lui garantissant la neutralité et l'inviolabilité de son territoire,, confirmant et reconduisant le statut obtenu l'année suivante de sa défaite contre les troupes françaises à Marignan en 1515. Ils précisent cependant qu'une portion du duché recevra lui aussi le caractère de neutralité sur son territoire.
L'article 92 de l'Acte final du congrès de Vienne reconnaît ainsi qu'en cas d' « hostilité ouverte ou imminente, les troupes de Sa Majesté le roi de Sardaigne qui pourraient se trouver dans ces provinces se retireront et pourront à cet effet passer par le Valais, si cela devient nécessaire ; aucune autre troupe armée d’aucune autre puissance ne pourront traverser ni stationner dans les provinces et territoires ». Cet article stipule donc qu'en cas de danger, la partie concernée du duché sera placée sous la protection de la Suisse.
Les projets suisses présentés par Pictet lors du congrès de Vienne prennent en compte l'éventuelle extension de neutralité à la partie nord du duché et la possibilité de la présence des milices suisses sur ces territoires. Ainsi une proposition du 18 février 1815 indique :

« Le territoire savoyard situé au nord de la chaîne de montagnes qui va du Mont-Blanc à Ugine est placé sous la sauvegarde de la neutralité helvétique. Toutes les fois que le gouvernement de la Confédération le jugera nécessaire à l'occasion de dangers extérieurs, il est autorisé à faire occuper militairement le territoire ci-dessus désigné de la même manière que s'il faisait partie intégrante des Etats de la fédération. La neutralité perpétuelle de ce territoire est reconnue et garantie comme la leur… »

En effet, la Suisse doit pouvoir défendre plus aisément son territoire en déployant son armée sur des points stratégiques tels que des cols ou des défilés car sa frontière dans les environs de Genève, située en rase campagne, était absolument indéfendable. Bien que sa neutralité ait été proclamée, la Suisse n’était pas persuadée qu’elle serait respectée et continua bien après à construire des fortifications.

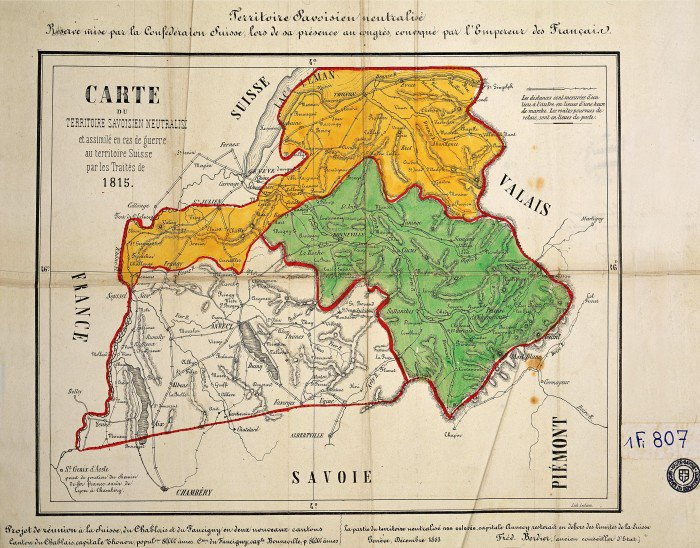
Projet de rattachement à la Suisse du Chablais et du Faucigny en tant que nouveaux cantons, 1860. On distingue sur cette carte la zone neutre établie en 1815 illustrée par une ligne rouge allant d'Ugine à l'Avant Pays traversant la chaîne de l'Épine.

Le roi de Sardaigne, Victor-Emmanuel Ier, réclame lui aussi que la neutralité Suisse s'étende jusqu'à la partie nord du duché de Savoie. Cette zone permettrait de se replier en cas d'invasion des provinces du Nord (Chablais et Faucigny) au Piémont, via la vallée de Maurienne. Le souverain n'aborde cette question que lorsque les signataires réfléchissent à l'accroissement du territoire cantonal de la ville de Genève qui ne peut se faire qu'avec la cession de communes appartenant au royaume de Piémont-Sardaigne. Pour le prince de la maison de Savoie la cession ne peut être envisagée qu'à la condition où la partie nord de son duché obtienne les mêmes conditions que la Suisse. Par ailleurs, son ministre de la Guerre Saint-Marsan est chargé d'ajouter à la proposition suisse que cette neutralité pourrait être acceptée si « toutes les fois que les puissances voisines de la Suisse se trouveraient en état d’hostilités ou commencées ou imminentes, les troupes du roi de Sardaigne qui se trouveraient dans ces provinces pussent se retirer et prendre à cet effet s’il en était besoin la route du Valais, que les troupes d’armées d’aucune puissance ne pourraient ni séjourner, ni passer dans les provinces ci-dessus à l’exception de celles que la Confédération Helvétique jugerait à propos d’y placer »,.
Ainsi, seule une partie du duché est concernée par la mise en place de la neutralité. Dans un premier temps, l'article 92 du congrès de Vienne indique que les territoires des provinces du « Chablais et du Faucigny [ainsi que] tout le territoire de la Savoie au nord d’Ugine » seront placés sous cette protection. Lors du traité de Paris de 1815 chargé de sa mise en application, l'alinéa 2 de l'article 3 précise quant à lui que cette limite passe d'« Ugine, y compris cette ville, au Midi du lac d'Annecy, par Faverges jusqu’à Lescheraines, et de là au lac du Bourget jusqu’au Rhône »,, soit un territoire comprenant les deux provinces initiales auxquelles on a ajouté celle du Genevois, la moitié nord du massif des Bauges, l'Avant-Pays, mais aussi la région du lac du Bourget, incluant la ville Aix-les-Bains.
Cela permettait tant aux troupes sardes que suisses de ne pas être mises en danger en cas d'attaque, ces régions constituant les zones les plus exposées. Les défenses et fortifications se situant dans les Alpes, soit dans le Chablais pour la Suisse, la Maurienne et la Tarentaise pour le royaume sarde, protégeant ainsi les voies de communication entre le Piémont et les territoires à l'ouest du massif alpin.
Cette grande zone peut être mise en place grâce aux dispositions plus strictes formulées dans le traité de Paris de 1815 contrairement à la première version de celui de 1814. En effet, dans un premier temps, afin de ne pas trop froisser l'opinion de la France, le congrès prévoyait la cession de la quasi-totalité des provinces du Genevois et de la Savoie propre, les agglomérations de Chambéry et d'Annecy devenant alors françaises. Le retour avorté de Napoléon lors de la campagne des Cent-Jours, conduira à une politique plus stricte envers la France qui devra renoncer totalement à la Savoie qui conservera son intégrité territoriale.
Toutefois l'absence de précision des modalités d'exécution a opposé le royaume de Piémont-Sardaigne à la Confédération suisse. Contrairement à l'idée que s'en faisait le roi de Sardaigne, Victor-Emmanuel Ier d'une protection de fait, la Suisse considère que son droit de protection et d'intervention reste à sa discrétion.
La Suisse, après l'annexion de la Savoie par la France essaya de proclamer le rattachement du Faucigny et du Chablais au sein de la Confédération. Une grande campagne politique fut lancée notamment sous l'impulsion de James Fazy et du député radical genevois John Perrier visant à emporter l'adhésion du peuple. Mais elle échoua rapidement car ses instigateurs se heurtèrent à une grande hostilité des habitants. Certains furent même chassés à coup de fourches et renvoyés en bateau par la force depuis Thonon-les-Bains vers la côte vaudoise,,.

## Durant la première Guerre mondiale
Durant la Première Guerre mondiale de 1914 à 1918, les Savoyards sont mobilisés. Le 28 août 1914, la préfecture de Savoie reçoit un message du gouverneur militaire de la 14e région indiquant : « Veuillez surseoir pour motifs diplomatiques à organisation hospitalisation blessés dans zone Savoie neutralisée » suivi trois jours plus tard par une nouvelle dépêche précisant : « Hospitalisation blessés, même allemands à Aix-les-Bains, zone neutralisée, impossible sans instructions ministérielles. » Ces messages imposèrent donc une impossibilité d'admission de blessés militaires dans la zone neutralisée.
Cependant, le 2 septembre la préfecture transcrivait une conversation téléphonique avec le ministère des Affaires étrangères indiquant : « Le ministre des Affaires étrangères déclare de la façon la plus formelle que nous ne devons pas mettre à Aix-les-Bains des blessés français susceptibles de retourner aux Armées. Toutefois, il ne paraît y avoir aucun inconvénient à ce que des blessés français ou allemands, très gravement atteints dont la vie serait en danger ou qui seraient présumés ne pas devoir guérir avant la fin des hostilités, soient placés en zone neutre. » Enfin, le 4 septembre, ce même ministère télégraphiera à la préfecture : « Au point de vue de l'interprétation française des traités, Aix-les-Bains semble devoir être considéré comme étant en dehors de la zone neutre ; par suite, il n'y a pas de motif pour n'y pas hospitaliser les blessés. » Aix-les-Bains ne faisant subitement plus partie de la zone neutre, la Haute-Savoie y demeurait elle encore bien. Ainsi les comités de la Croix-Rouge de la Haute-Savoie s'installèrent dans le département de la Savoie. Les comités d'Annecy, d'Annemasse et d'Évian exerceront tous au sein de la ville d'Aix-les-Bains. En septembre 1914, le service de santé eut à sa disposition 1 135 lits dans la ville thermale aixoise.

## L'affaire des zones

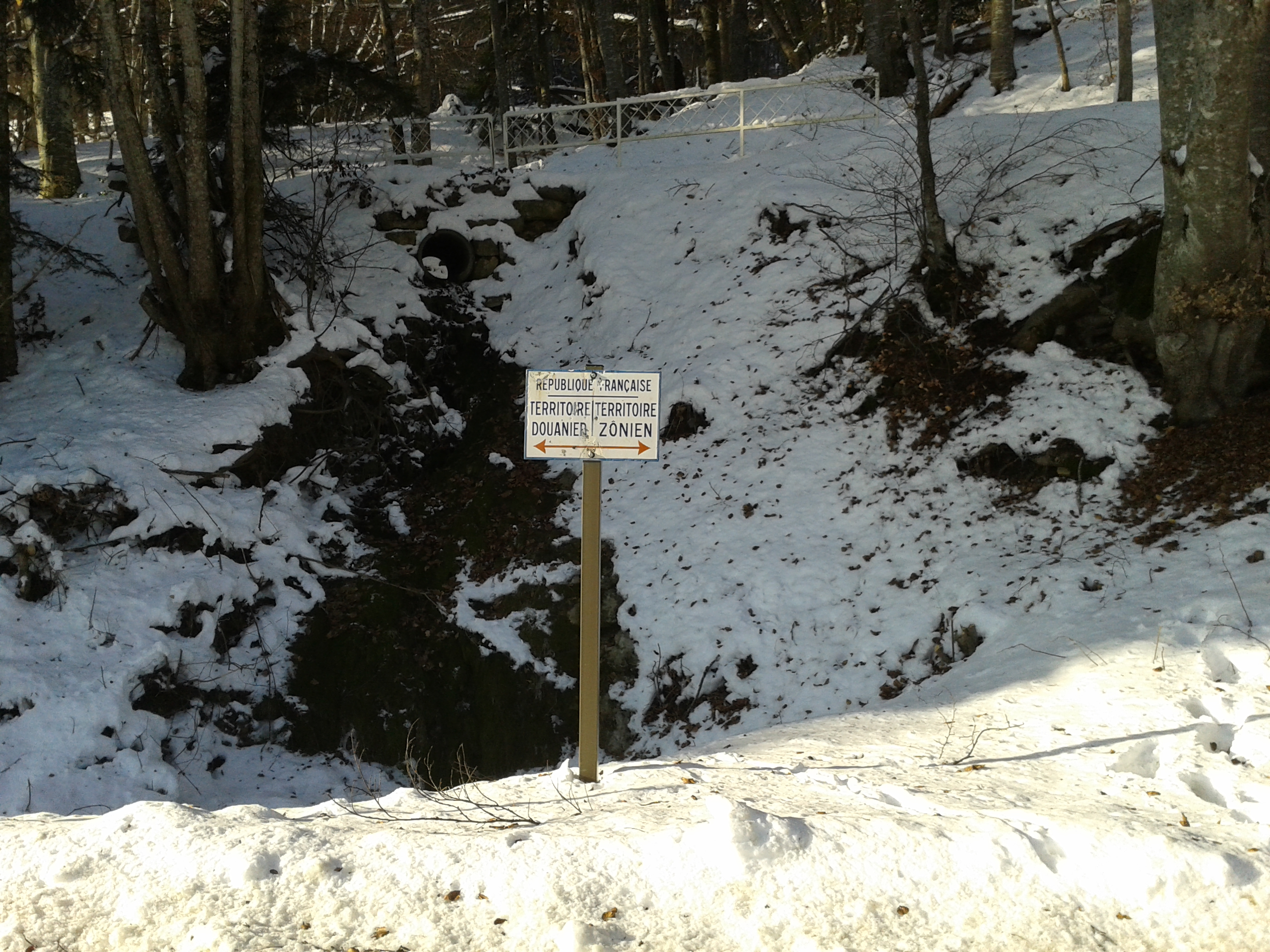
Panneau indiquant la limite de la zone franche en Haute Savoie, commune du Sappey.

En 1919, la France s'entendit avec la Suisse pour abroger la neutralisation de la Savoie du Nord. La zone n'avait plus de raison d'être dans la mesure où, dès 1859, la France s'était trouvée être l'alliée et non l'ennemie du Piémont-Sardaigne, que cette même situation s'était retrouvée pendant la Guerre de 1914 et le droit d'occupation militaire de la part de la Suisse n'avait plus de sens dès lors que la Savoie elle-même était devenue française. Abrogée par l'article 435, alinéa 1 du traité de Versailles du 28 juin 1919, la zone neutralisée a été définitivement supprimée en 1928. La Suisse reçut en échange l'appui français pour son entrée dans la Société des Nations, ainsi que l'installation sur son territoire des bureaux de cette nouvelle organisation internationale. Cet article visa aussi les zones franches douanières de la Haute-Savoie et du pays de Gex. Ainsi l'article précise : « (ces zones) ne correspondaient plus aux circonstances actuelles, déclarant qu'il appartenait à la France et à la Suisse de régler entre elles, et d'un commun accord, le régime des territoires dans les conditions jugées opportunes par les deux pays ».
Plus tard en 1932, la Cour permanente de justice internationale de La Haye condamna la France et l'invita à remettre en place la petite zone franche (liée directement aux conditions d'annexion), conformément aux traités antérieurs alors caducs de 1815, 1816 et 1829, soit 650 km2, contre 4 000 km2 dans le traité d'annexion de 1860.

## Seconde Guerre mondiale
Durant la période de la Seconde Guerre mondiale, l'administration préfectorale indique que, dans la partie nord du département de la Haute-Savoie, un désir pro-suisse se développe. Ainsi, un agent administratif pour les cantons de Reignier et Annemasse note en 1943 : « Il est absolument certain qu'un plébiscite en zone franche Chablais, Faucigny et une partie du Genevois savoyard donnerait une forte majorité en faveur d'un rattachement à la Suisse ; les raisons en sont simples : pays neutre depuis longtemps, administration plus souple que la nôtre, monnaie apparemment plus saine et surtout les nombreux avantages que la population de la région trouverait à Genève, ville universitaire (Lyon ou Grenoble sont trop loins [sic], ville d'art, centre de commerce et d'industrie, etc.... ».

## Polémique
En 1995, la Ligue savoisienne, estime que la France n'a pas respecté les clauses de la zone neutre en mobilisant les Savoyards lors des guerres de 1870 et 1914, menant à un « génocide ». Un tract du mouvement indiquait « En 1919, la France, sans consulter le peuple de Savoie, supprimait la zone neutralisée et entamait la suppression de la zone franche devenue effective en 1923. Nul ne peut prétendre conserver la validité d'un traité dont les clauses essentielles ont été supprimées, sans l'accord des contractants concernés. Depuis 1919 le pacte est rompu. Le traité d'annexion est caduc. Les institutions françaises n'ont plus aucune légitimité sur le sol de Savoie ».
Toutefois, l'argumentation de la Ligue savoisienne contient des erreurs dans la mesure où le congrès de Vienne prévoyait que seule la Suisse pouvait déployer des troupes dans la zone (ce qu'elle ne fit pas car aucune armée étrangère ne s'en étant jamais approchée), mais il n'interdisait pas aux Savoyards de partir combattre, pour leur pays ou notamment pour la France depuis l'annexion en 1860.
Par ailleurs, selon la Ligue savoisienne, la zone neutralisée et la grande zone franche établies lors de l'Annexion (édition de bulletins « oui et zone » dans la partie Nord du duché) avaient été approuvées par un vote de la population en même temps que la réunion à la France et ne pouvaient donc être supprimées sans une nouvelle consultation populaire. Les autorités françaises estiment pour leur part que la zone neutralisée a été instaurée par un traité international et qu'elle a été régulièrement supprimée par un autre traité international. De plus, l'argument avancé n'est pas pertinent puisque le peuple de Savoie n'était pas signataire du texte.
Quant à la grande zone franche, dite « grande zone » ou « zone d'annexion », elle peut être considérée comme une concession unilatérale ou du moins un engagement de l'empereur Napoléon III, car elle ne figurait pas dans le traité de cession de la Savoie à la France du 24 mars 1860. Dans ce traité, il était seulement fait référence à la petite zone franche de 1815, ce qui fut confirmé par le jugement de la Cour internationale de la Haye.
La Ligue savoisienne et d'autres mouvements indépendantistes ont engagé des procédures diverses sur la question des zones, sans pour l'instant qu'aucune instance judiciaire française ou internationale ne leur donne une quelconque suite.